# U.S. Castelnuovo Garfagnana
Unione Sportiva Castelnuovo Garfagnana là một câu lạc bộ bóng đá Ý, có trụ sở tại Castelnuovo di Garfagnana, Tuscany. Câu lạc bộ được thành lập vào năm 1922. Lần gần đây nhất, Castelnuovo chơi ở Serie C2 / B trại mùa 2007-08, tuy nhiên, sau 86 năm, câu lạc bộ đã bị giải thể. 
Unione Sportiva Castelnuovo Garfagnana là một câu lạc bộ bóng đá Ý, có trụ sở tại Castelnuovo di Garfagnana, Tuscany. Câu lạc bộ được thành lập vào năm 1922. Lần gần đây nhất, Castelnuovo chơi ở Serie C2 / B trong mùa 2007-08, tuy nhiên, sau 86 năm, câu lạc bộ đã bị thanh lý.0
Màu sắc của đội là xanh đậm vàng.
Castelnuovo chơi ở Serie C2 từ 1999-2000 đến 2007-08, sau khi thăng hạng từ Serie D vào năm 1998. Vào mùa giải 1999-2000, Castelnuovo đã giành được vị trí thứ ba đáng ngạc nhiên và đủ điều kiện tham dự vòng play-off thăng hạng, thua 2-1 (chung cuộc) trong vòng bán kết trước Prato. Vào mùa giải 2002-03, với vị trí thứ tư trong bảng cuối cùng, một lần nữa, Castelnuovo đủ điều kiện tham dự vòng play-off thăng hạng, nhưng lại thua ở vòng bán kết; 5-2 chung cuộc trước Gubbio.
Mùa giải 2007-08 đã chứng kiến Castelnuovo kết thúc ở vị trí thứ 15, buộc đội phải chơi trong trận đấu xuống hạng với Rovigo, nơi đõi đã giành chiến thắng sau khi tổng tỷ số 3-3 (các đội được phân loại cao hơn được coi là người chiến thắng trong các mối quan hệ tổng hợp). Mặc dù đã thoát khỏi sự xuống hạng đến Serie D, câu lạc bộ đã bị thanh lý vào ngày 30 tháng 6 năm 2008 do những rắc rối tài chính, và hiện tại dự kiến sẽ được đăng ký vào Eccellenza dưới một công ty mới trong tương lai.